# Kurt Thomas (gymnastique)
Pour les articles homonymes, voir Kurt Thomas et Thomas.
Kurt Bilteaux Thomas (né le 29 mars 1956 à Hollywood (Floride) et mort le 5 juin 2020) est un gymnaste américain.

## Biographie
Kurt Thomas est le premier à exécuter les cercles Thomas (flairs) directement au sol. Il a aussi donné son nom au salto Thomas.
Après sa carrière en gymnastique, il a participé au film Gymkata, le parcours de la mort (Gymkata)  en 1985.

## Palmarès

### Championnats du monde
- Strasbourg 1978
  -  médaille d'or au sol

- Fort Worth 1979
  -  médaille d'or au sol
  -  médaille d'or à la barre fixe
  -  médaille d'argent au concours général individuel
  -  médaille d'argent aux barres parallèles
  -  médaille d'argent au cheval d'arçons
  -  médaille de bronze par équipes

### Jeux panaméricains
- Mexico 1975
  -  médaille d'argent au cheval d'arçons
  -  médaille d'argent au saut de cheval
  -  médaille de bronze au concours général individuel
  -  médaille de bronze à la barre fixe